# 蓋·米歇爾
蓋·米歇爾（英語：Guy Mitchell，原名Albert George Cernik，1927年2月22日—1999年7月1日），原名阿爾伯特·喬治·采爾尼克，是一名美國流行歌手，他曾在美、英、澳等地獲得過巨大成功。1950年代，作為國際明星的他有著超過四千四百萬的銷量記錄，其中有六百萬屬於單曲銷量。
自1957年秋季開始， 米歇爾在美国广播公司主持起自己專屬的脫口秀：「蓋·米歇爾秀」。他亦曾在國家廣播公司于1961年播出的西部偵探系列劇Whispering Smith中扮演George Romack一角，與二戰英雄奧迪·墨菲共同擔當主演。

## 生平
蓋·米歇爾出生在底特律一個克羅地亞移民家庭裏。十一嵗時他與華納兄弟影業簽約作為童星演出。他亦曾在洛杉磯的KFWB廣播電臺上演出過。離開學校后，米歇爾做過一段時間馬具工人，並在工餘時間進行一些歌唱表演以賺取外快。這一時期他遇到了來自舊金山的Dude Martin，Martin注意到了米歇爾的才華，邀請他加入他的鄉村樂隊一同演出。

## 外部連結
- 蓋·米歇爾在Allmusic上的頁面
- Guy Mitchell trust website （页面存档备份，存于）（官方網頁）
- 蓋·米歇爾鑑賞會社
- 蓋·米歇爾的訃告
- The Interlude Era網站上的小傳